# Boy Tour
Tournées par U2
11 O'Clock Tick Tock Tour
(1980) October Tour (1981-82)
Le Boy Tour était une tournée de concerts du groupe de rock irlandais U2 qui a eu lieu en 1980 et 1981 pour soutenir le premier album studio du groupe, Boy, sorti en octobre 1980.

## Dates de la tournée
| Date                                  | Ville                          | Pays             | Lieu |
| Étape 1 : Europe                      | Étape 1 : Europe               | Étape 1 : Europe | Étape 1 : Europe |
| ------------------------------------- | ------------------------------ | ---------------- | --- |
| 6 septembre 1980                      | Coventry                       | Angleterre       | General Wolfe's |
| 7 septembre 1980                      | Londres                        | Angleterre       | Lyceum Ballroom |
| 8 septembre 1980                      | Londres                        | Angleterre       | Marquee Club |
| 9 septembre 1980                      | Bristol                        | Angleterre       | Berkeley |
| 11 septembre 1980                     | Hull                           | Angleterre       | Wellington Club |
| 12 septembre 1980                     | Scarborough, Yorkshire du Nord | Angleterre       | Taboo Club |
| 13 septembre 1980                     | Leeds                          | Angleterre       | Queen's Hall |
| 15 septembre 1980                     | Londres                        | Angleterre       | Marquee Club |
| 16 septembre 1980                     | Plymouth                       | Angleterre       | Fiesta Suite |
| 17 septembre 1980                     | Penzance                       | Angleterre       | Demelza's |
| 18 septembre 1980                     | Totnes                         | Angleterre       | Civic Hall |
| 19 septembre 1980                     | Stroud                         | Angleterre       | Marshall Rooms |
| 21 septembre 1980                     | Wollaston, (Northamptonshire)  | Angleterre       | Pub "Nag's Head" (87 London Road à Wollaston)                                                                          |
| 22 septembre 1980                     | Londres                        | Angleterre       | Marquee Club |
| 22 septembre 1980                     | Londres                        | Angleterre       | Maida Vale Studios |
| 23 septembre 1980                     | Sheffield                      | Angleterre       | Limit Club |
| 24 septembre 1980                     | Aylesbury                      | Angleterre       | Friars Club |
| 25 septembre 1980                     | Liverpool                      | Angleterre       | Brady's |
| 26 septembre 1980                     | Birmingham                     | Angleterre       | Cedar Club |
| 27 septembre 1980                     | Coventry                       | Angleterre       | Université de Coventry                                                                                                 |
| 29 septembre 1980                     | Londres                        | Angleterre       | Marquee Club |
| 30 septembre 1980                     | Brighton                       | Angleterre       | Université de Brighton                                                                                                 |
| 2 octobre 1980                        | Leeds                          | Angleterre       | Duchess of York |
| 3 octobre 1980                        | Retford                        | Angleterre       | Porterhouse |
| 4 octobre 1980                        | Londres                        | Angleterre       | School of Economics |
| 5 octobre 1980                        | Londres                        | Angleterre       | Half Moon Club |
| 7 octobre 1980                        | Nottingham                     | Angleterre       | Boat Club |
| 9 octobre 1980                        | Manchester                     | Angleterre       | Manchester Metropolitan University                                                                                     |
| 11 octobre 1980                       | Londres                        | Angleterre       | Kingston University |
| 14 octobre 1980                       | Hilversum                      | Pays-Bas         | KRO Studios |
| 15 octobre 1980                       | Amsterdam                      | Pays-Bas         | Milkyway |
| 16 octobre 1980                       | Groningen                      | Pays-Bas         | Vera |
| 17 octobre 1980                       | Apeldoorn                      | Pays-Bas         | Gigant |
| 18 octobre 1980                       | Bruxelles                      | Belgique         | Klacick |
| 19 octobre 1980                       | Londres                        | Angleterre       | Lyceum Ballroom |
| 7 novembre 1980                       | Exeter                         | Angleterre       | Université d'Exeter |
| 8 novembre 1980                       | Southampton                    | Angleterre       | Université de Southampton                                                                                              |
| 9 novembre 1980                       | Londres                        | Angleterre       | Moonlight Club |
| 11 novembre 1980                      | Canterbury                     | Angleterre       | Université du Kent |
| 12 novembre 1980                      | Bradford                       | Angleterre       | Bradford University |
| 13 novembre 1980                      | Sheffield                      | Angleterre       | Limit Club |
| 14 novembre 1980                      | Kidderminster                  | Angleterre       | Kidderminster Town Hall                                                                                                |
| 15 novembre 1980                      | Bristol                        | Angleterre       | University of the West of England                                                                                      |
| 18 novembre 1980                      | Reading                        | Angleterre       | Université de Reading                                                                                                  |
| 19 novembre 1980                      | Wolverhampton                  | Angleterre       | Université de Wolverhampton                                                                                            |
| 20 novembre 1980                      | Blackpool                      | Angleterre       | Blackpool and The Fylde College                                                                                        |
| 21 novembre 1980                      | Édimbourg                      | Écosse           | Nite Club |
| 22 novembre 1980                      | Liverpool                      | Angleterre       | Brady's |
| 24 novembre 1980                      | Coventry                       | Angleterre       | Université de Coventry                                                                                                 |
| 26 novembre 1980                      | Hulme                          | Angleterre       | Playhouse Theatre |
| 26 novembre 1980                      | Londres                        | Angleterre       | Marquee Club |
| 27 novembre 1980                      | Londres                        | Angleterre       | Marquee Club |
| 28 novembre 1980                      | Aston                          | Angleterre       | Université Aston |
| 29 novembre 1980                      | Stoke-on-Trent                 | Angleterre       | Keele University |
| 30 novembre 1980                      | Brighton                       | Angleterre       | Jenkison's Cabaret Bar                                                                                                 |
| 1er décembre 1980                     | Londres                        | Angleterre       | Hammersmith Palais |
| 2 décembre 1980                       | Londres                        | Angleterre       | Hammersmith Palais |
| 3 décembre 1980                       | Paris (Nogent-sur-Marne)       | France           | Pavillon Baltard |
| Étape 2 : Amérique du nord & Irlande  |                                |                  | |
| 6 décembre 1980                       | New York                       | États-Unis       | The Ritz |
| 7 décembre 1980                       | Washington                     | États-Unis       | Bayou Club |
| 8 décembre 1980                       | Buffalo (New York)             | États-Unis       | Stage One |
| 9 décembre 1980                       | Toronto                        | Canada           | El Mocambo |
| 11 décembre 1980                      | Washington                     | États-Unis       | Bayou Club |
| 12 décembre 1980                      | Providence (Rhode Island)      | États-Unis       | Main Event |
| 13 décembre 1980                      | Boston                         | États-Unis       | The Paradise |
| 14 décembre 1980                      | New Haven (Connecticut)        | États-Unis       | Toad's Place |
| 15 décembre 1980                      | Philadelphie                   | États-Unis       | Bijou Club |
| 17 décembre 1980                      | Belfast                        | Irlande          | Ulster Hall |
| 18 décembre 1980                      | Galway                         | Irlande          | Leisureland |
| 19 décembre 1980                      | Strandhill                     | Irlande          | Baymount Entertainment Centre                                                                                          |
| 20 décembre 1980                      | Cork                           | Irlande          | Arcadia Ballroom |
| 22 décembre 1980                      | Dublin                         | Irlande          | TV Club |
| Étape 3 : Europe                      |                                |                  | |
| 23 janvier 1981                       | Belfast                        | Irlande du Nord  | Queen's University |
| 24 janvier 1981                       | Glasgow                        | Écosse           | Strathclyde University                                                                                                 |
| 25 janvier 1981                       | Édimbourg                      | Écosse           | Valentino's Club |
| 26 janvier 1981                       | York                           | Angleterre       | York University |
| 27 janvier 1981                       | Manchester                     | Angleterre       | University of Manchester                                                                                               |
| 28 janvier 1981                       | Norwich                        | Angleterre       | University of East Anglia                                                                                              |
| 29 janvier 1981                       | Northampton                    | Angleterre       | Iron Horse |
| 30 janvier 1981                       | Loughborough                   | Angleterre       | Loughborough University                                                                                                |
| 31 janvier 1981                       | St Albans                      | Angleterre       | City Hall |
| 1er février 1981                      | Londres                        | Angleterre       | Lyceum Ballroom |
| 9 février 1981                        | Stockholm                      | Suède            | Underground |
| 10 février 1981                       | Bruxelles                      | Belgique         | Beursschouwburg |
| 11 février 1981                       | Amsterdam                      | Pays-Bas         | Paradiso |
| 12 février 1981                       | La Haye                        | Pays-Bas         | Paard Van Troje |
| 13 février 1981                       | Rotterdam                      | Pays-Bas         | Eksit |
| 14 février 1981                       | Deinze                         | Belgique         | Rock Follies (Show télévisé britannique tourné au Brielpoort, le Palais des congrès et centre d'expositions de Deinze) |
| 15 février 1981                       | Hambourg                       | Allemagne        | Onkel Pös Carnegie Hall                                                                                                |
| 17 février 1981                       | Berlin                         | Allemagne        | Kant Kino |
| 18 février 1981                       | Munich                         | Allemagne        | Sugar Snack |
| 19 février 1981                       | Genève                         | Suisse           | Salle Du Fauburg |
| 20 février 1981                       | Vaulx-en-Velin                 | France           | École Nationale des Travaux Publics                                                                                    |
| 21 février 1981                       | Paris                          | France           | Le Palace |
| 28 février 1981                       | Londres                        | Angleterre       | Emission télévisée The Old Grey Whistle Test                                                                           |
| Étape 4 : Amérique du Nord            |                                |                  | |
| 3 mars 1981 - 1er concert             | Washington                     | États-Unis       | Bayou Club |
| 3 mars 1981 - 2e concert              | Washington                     | États-Unis       | Bayou Club |
| 4 mars 1981                           | Philadelphie                   | États-Unis       | Bijou Cafe |
| 5 mars 1981                           | Albany                         | États-Unis       | J.B. Scott's |
| 6 mars 1981 - 1er concert             | Boston                         | États-Unis       | The Paradise |
| 6 mars 1981 - 2e concert              | Boston                         | États-Unis       | The paradise |
| 7 mars 1981                           | New York                       | États-Unis       | The Ritz |
| 9 mars 1981                           | Montréal                       | Canada           | Le Club |
| 10 mars 1981                          | Ottawa                         | Canada           | Barrymore's |
| 11 mars 1981                          | Toronto                        | Canada           | Maple Leaf Ballroom |
| 14 mars 1981                          | San Diego                      | États-Unis       | Globe Theater |
| 15 mars 1981                          | Los Angeles                    | États-Unis       | Wolf and Rissmiller's Country Club                                                                                     |
| 16 mars 1981                          | Anaheim                        | États-Unis       | The Woodstock Concert Theater                                                                                          |
| 18 mars 1981                          | San José                       | États-Unis       | San Jose State Student Union Ballroom                                                                                  |
| 19 mars 1981                          | San Francisco                  | États-Unis       | The Old Waldorf |
| 20 mars 1981                          | San Francisco                  | États-Unis       | The Old Waldorf |
| 22 mars 1981                          | Portland                       | États-Unis       | Fog Horn |
| 23 mars 1981                          | Seattle                        | États-Unis       | Astor Park |
| 24 mars 1981                          | Vancouver                      | Canada           | Commodore Ballroom |
| 26 mars 1981                          | Salt Lake City                 | États-Unis       | New Faces Club |
| 27 mars 1981                          | Boston                         | États-Unis       | WBCN Studios |
| 28 mars 1981                          | Denver                         | États-Unis       | Rainbow Music Hall |
| 30 mars 1981                          | Lubbock                        | États-Unis       | The Rox |
| 31 mars 1981                          | Austin                         | États-Unis       | The Club Foot |
| 1er avril 1981                        | Houston                        | États-Unis       | Cardi's |
| 2 avril 1981                          | Dallas                         | États-Unis       | Bijou |
| 3 avril 1981                          | Oklahoma City                  | États-Unis       | Quicksilver's |
| 4 avril 1981                          | Tulsa                          | États-Unis       | Cain's Ballroom |
| 6 avril 1981                          | Kansas City                    | États-Unis       | Uptown Theater |
| 7 avril 1981                          | Saint-Louis                    | États-Unis       | Graham Chapel (Université Washington de Saint-Louis)                                                                   |
| 9 avril 1981                          | Minneapolis                    | États-Unis       | Uncle Sam's |
| 10 avril 1981                         | Ames                           | États-Unis       | Fillmore |
| 11 avril 1981                         | Chicago                        | États-Unis       | International House (Université de Chicago)                                                                            |
| 12 avril 1981                         | Chicago                        | États-Unis       | WXMET Radio |
| 12 avril 1981                         | Chicago                        | États-Unis       | Park West |
| 14 avril 1981                         | Madison                        | États-Unis       | Merlyn’s |
| 15 avril 1981                         | Milwaukee                      | États-Unis       | Palm's |
| 17 avril 1981                         | Cincinnati                     | États-Unis       | Bogart's Club |
| 18 avril 1981                         | Détroit                        | États-Unis       | Harpo's |
| 19 avril 1981                         | Columbus                       | États-Unis       | The Agora |
| 20 avril 1981                         | Cleveland                      | États-Unis       | The Agora |
| 21 avril 1981                         | Pittsburgh                     | États-Unis       | The Decade |
| 2 mai 1981                            | Gainesville                    | États-Unis       | Rathskeller Université de Floride                                                                                      |
| 3 mai 1981                            | Tampa                          | États-Unis       | End Zone |
| 4 mai 1981                            | Hallandale Beach               | États-Unis       | The Agora |
| 6 mai 1981                            | Atlanta                        | États-Unis       | The Agora |
| 7 mai 1981                            | Birmingham                     | États-Unis       | Ram's Head |
| 8 mai 1981                            | La Nouvelle-Orléans            | États-Unis       | Ol' Man River's |
| 9 mai 1981                            | Memphis                        | États-Unis       | Poets |
| 11 mai 1981                           | Denver                         | États-Unis       | Rainbow Music Hall |
| 13 mai 1981                           | Santa Monica                   | États-Unis       | Santa Monica Civic Center                                                                                              |
| 15 mai 1981                           | San Francisco                  | États-Unis       | California Hall |
| 19 mai 1981                           | Toronto                        | Canada           | Ryerson Theater |
| 20 mai 1981                           | Rochester                      | États-Unis       | Red Creek |
| 21 mai 1981                           | Buffalo                        | États-Unis       | Uncle Sam's |
| 22 mai 1981                           | Syracuse                       | États-Unis       | City Limits |
| 23 mai 1981                           | Albany                         | États-Unis       | J.B. Scott's |
| 24 mai 1981                           | Hampton Beach                  | États-Unis       | The Casino |
| 25 mai 1981                           | Providence                     | États-Unis       | Center Stage |
| 27 mai 1981                           | New Haven                      | États-Unis       | Toad's Place |
| 28 mai 1981                           | Boston                         | États-Unis       | The Metro |
| 29 mai 1981                           | New York                       | États-Unis       | Palladium |
| 30 mai 1981                           | New York                       | États-Unis       | NBC Studios - 'The Tomorrow Show'                                                                                      |
| 31 mai 1981                           | Asbury Park                    | États-Unis       | Fast Lane |
| Étape 5 : tournée estivale européenne |                                |                  | |
| 4 juin 1981                           | Salford                        | Angleterre       | Université de Salford                                                                                                  |
| 6 juin 1981                           | Aylesbury                      | Angleterre       | Friars Club |
| 8 juin 1981                           | Geleen                         | Pays-Bas         | Sportpark |
| 9 juin 1981                           | Londres                        | Angleterre       | Hammersmith Palais |

## Setlist
La 'setlist' variait chaque soir tout au long de la tournée, toutes les chansons de Boy étant interprétées à l'exception de Shadows and Tall Trees. Toutes les chansons de U2 3 était jouées, tout comme 11 O'Clock Tick Tock, Touch, et Things to Make and Do. Vers la fin de la tournée, des chansons du prochain album October ont été jouées, y compris Fire et I Fall Down. The Ocean, 11 O'Clock Tick Tock et I Will Follow étaient souvent jouées deux fois à cause du petit catalogue du groupe à l'époque. La plupart des concerts ont commencé avec The Ocean et se sont terminés avec 11 O'Clock Tick Tock. Trois chansons inédites, Father is an Elephant, Carry Me Home et The Cry ont également été jouées. Tout au long de la tournée, Bono incluait des extraits d'autres chansons non enregistrées par U2 comme Send In the Clowns qui était souvent associée à la fin de The Electric Co..